# موحا راموس
محمد أيرام راموس (بالإسبانية: Mohamed Airam Ramos) الشهير باسم موحا راموس هو لاعب كرة قدم إسباني في مركز حراسة المرمى، ولد في 13 أبريل 2000 في سانتا كروز دي تينيريفه في إسبانيا. لعب مع ريال مدريد.

## وصلات خارجية
- موحا راموس على موقع الاتحاد الأوربي (الإنجليزية)
- موحا راموس على موقع قاعدة بيانات كرة القدم.إي يو (الإنجليزية)
- موحا راموس على موقع Soccerbase.com (لاعب) (الإنجليزية)
- موحا راموس على موقع Soccerway.com (الإنجليزية)
- موحا راموس على موقع عالم كرة القدم.نت (الإنجليزية)
- موحا راموس على موقع AS.com (الإسبانية)